# Dilemma in Cinema
Dilemma In Cinema je česká punk-rocková kapela ze Slaného. Kapela byla založena roku 2009.

## Členové
- Pavel Pešata - kytara, hlavní zpěv
- Pavel Pospíšil - bicí, texty
- Václav Richter - kytara, vokál
- Martin Šíma - basová kytara, vokál[3]

### Bývalí členové / hosté
- Zdeněk Šnejdar - zpěv[2]
- Jan Sadílek - basová kytara